# Salomó i la reina de Saba
Salomó i la reina de Saba (títol original en anglès: Solomon and Sheba) és una pel·lícula estatunidenca dirigida per King Vidor i estrenada el 1959. Ha estat doblada al català.

## Argument[2]
Cap al 1000 abans de Crist, David, de 70 anys, rei de la terra d'Israel, ha de passar el poder a un dels seus fills: el príncep Adonies és un gran cap guerrer i el príncep Salomó és un home bo i pacífic. David té un somni on Déu li diu que el seu regne serà més pròsper i feliç per la pau que per la guerra. Designa, doncs, Salomó com el seu successor.
Salomó ha de regnar llavors tot resistint contra el seu poderós veí, el faraó d'Egipte, Siamon, que vol aniquilar-lo. A més, el seu germanastre gran, Adonie, vol matar-lo per recuperar el tron malgrat les últimes voluntats del seu pare, David, i la molt bella reina de Sabà (regne situat en alguna part entre el Iemen i Etiòpia), còmplice del faraó d'Egipte, li ret visita amb la intenció de seduir-lo per tal de trobar els seus punts febles i destruir-lo. Però els dos poderosos i seductors sobirans s'enamoren l'un de l'altre. La reina de Sabà, conquerida per la saviesa de Salomó, desitja finalment convertir-se amb el seu poble al seu Déu.

## Repartiment
- Yul Brynner: Salomó

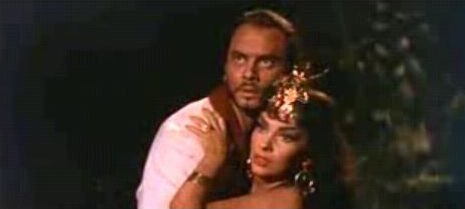
Yul Brynner i Gina Lollobrigida

- Gina Lollobrigida: la reina de Sabà
- George Sanders: Adonies
- Marisa Pavan: Abisag
- Finlay Currie: David
- David Farrar: el faraó Siamon
- Harry Andrews: Baltor
- Julio Peña: Zadok
- John Crawford: Joab
- José Nieto: Ahab
- Alejandro Rey: Sittar
- Jack Gwillim: Josiah
- Jean Anderson: Takyan
- Laurence Naismith: Hezrai
- Claude Dantes: veritable mare del nen
- Felix de Pomes el general egipci

## Producció

### Gènesi
El rodatge de Salomó i la reina de Sabà es va iniciar a Espanya el 15 de setembre de 1958 amb Gina Lollobrigida com a reina de Sabà i Tyrone Power en el paper de Salomó i com a coproductor. El 15 de novembre de 1958, l'actor té una crisi cardíaca en el transcurs del rodatge de l'escena del duel final amb George Sanders i, portat d'urgència a un hospital de Madrid, és declarat mort en arribar.
Dos dies després, la revista Variety anuncia que Yul Brynner hauria estat escollit per reprendre el paper de Salomó. El setembre del 1958, el LA Mirror-News  confirma que Yul Brynner és, efectivament, contractat i que totes les escenes on Tyrone Power apareixia seran rodades de nou amb ell. El LA Mirror-News indica igualment que Ted Richmond, coproductor de la pel·lícula amb el seu amic Tyrone Power, profundament afectat per la defunció d'aquest, es podria retirar de la producció. El 21 de novembre de 1958,  The Hollywood Press  diu que el productor Ben Goetz hauria d'anar a Madrid per prendre el control de la producció sense que canviï els estatus de Ted Richmond i King Vidor. Encara que tots els articles precedents indiquessin que totes les escenes serien refetes amb Yul Brynner, la producció esperava que les nombroses escenes ja rodades amb Tyrone Power on no apareixia en primer pla podrien ser utilitzades. Però el 24 de juny de 1959, la revista Variety diu que això no ha estat possible, malgrat la bona voluntat de King Vidor, a causa d'importants diferències morfològiques entre els dos actors.

### Rodatge
- Període de preses: 15 de setembre de 1958 a febrer de 1959.[4][3]
- Exteriors a Espanya: El Escorial, Madrid, castell nou de Manzanares el Real, San Martín de la Vega, Saragossa.[4][3][5]